# Цвјетана Цвјетковић
Цвјетана Цвјетковић Иветић (Тузла, 1985) доктор је правних наука и асистент Правног факултета Универзитета у Новом Саду добитница Плакете Универзитета у Новом Саду као најбољи студент Правног факултета у Новом Саду у школској 2005/2006. години и стипендиста Фонда за финансирање даровитих студената Универзитета у Новом Саду.

## Биографија
Основну и средњу школу завршила је у Сомбору, а 2003. године уписала је Правни факултет у Новом Саду.

## Образовање
Године 2007. дипломирала је на Правном факултету у Новом Саду са просечном оценом 9.89.
. На истом факултету је након окончања основних академских студија уписала дипломске академске - мастер студије, које је окончала 2009. године, одбранивши дипломски рад "Методе законите евазије код опорезивања добити - трансферне цене и утањена капитализација". Године 2009. уписала је докторске академске студије на Правном факултету у Београду (ужа научна област: јавне финансије и финансијско право), које је окончала у априлу 2015. године, одбранивши докторску дисертацију "Порез на имовину у статици".

## Радна места
Од децембра 2008. године запослена је на Правном факултету у Новом Сада, где је прво изабрана за сарадника у настави на наставном предмету Финансијско право, а 2009. године за асистента на истом наставном предмету. У звање асистента са докторатом на наставном предмету Пореско право изабрана је 2015. године.

## Чланство у организацијама и телима
Члан је Српског фискалног друштва (српског огранка International Fiscal Association)

## Научни рад
Област њеног научног интересовања је пореско право.
Аутор је и коаутор више од 20 научних радова који су објављени у часописима и зборницима радова националног и међународног значаја, у којима се бавила актуелним проблемима пореског права.
 У досадашњој каријери учествовала је на три научна пројекта, и то:
- "Биомедицина, заштита животне средине и право", чији је носилац Министарство просвете, науке и технолошког развоја,
- "Теоријски и практични проблеми стварања и примене права (ЕУ и Србија)", чији је носилац Правни факултет у Новом Саду и
- "Правна традиција и нови правни изазови", чији су носиоци Правни факултет у Новом Саду и Покрајински секретаријат за високо образовање и научноистраживачку делатност.
Др Цвјетана Цвјетковић Иветић је један од рецензената Зборника радова Правног факултета у Новом Саду.

## Изабрана библиографија
1. Цвјетковић Иветић, Цвјетана; Батуран, Лука (2018). „Улога економских инструмената у управљању отпадном амбалажом за пиће” (PDF). Зборник радова Правног факултета у Новом Саду. LII br. 1: 259/274. Архивирано из оригинала (PDF) 08. 12. 2021. г. Приступљено 24. 10. 2018.
2. Цвјетковић Иветић, Цвјетана; Милошевић, Горан (2018). „Порески третман преноса уз накнаду непокретности физичких лица са становишта пореза на капиталне добитке”. Зборник радова са научног скупа са међународним учешћем Универзално и особено у праву одржаног у Косовској Митровици: 495—512.
3. Цвјетковић Иветић, Цвјетана (2017). „Дискриминаторни порески третман преноса непокретности са становишта пореза на капиталне добитке у пракси Суда правде Европске уније” (PDF). Зборник радова Правног факултета у Новом Саду. LI br. 3, том 2: 1137—1151.
4. Цвјетковић Иветић, Цвјетана; Батуран, Лука (2017). „Решавање стамбеног питања као основ пореских олакшица у српском систему пореза на доходак грађана” (PDF). Зборник радова Правног факултета у Новом Саду. LI br. 4: 1685/1698. Архивирано из оригинала (PDF) 29. 11. 2021. г. Приступљено 24. 10. 2018.
5. Цвјетковић Иветић, Цвјетана (2017). „Улога пореза у управљању отпадом у државама чланицама Европске уније” (PDF). Зборник радова Правног факултета у Нишу. LVI br. 75: 33—49.
6. Батуран, Лука; Цвјетковић Иветић, Цвјетана (2016). „Могућност увођења акцизе на безалкохолна пића са додатком шећера у Србији” (PDF). Зборник радова Правног факултета у Новом Саду. L br. 3: 923—935. Архивирано из оригинала (PDF) 09. 12. 2021. г. Приступљено 24. 10. 2018.
7. Cvjetković Ivetić, Cvjetana; Milošević, Goran; Baturan, Luka (2016). „The Fight against Tax Evasion in the European Union”. Thematic Conference Proceedings of International Significance "Archibald Reiss Days". 3 br.: 101—108.
8. Cvjetković Ivetić, Cvjetana; Veselinović, Janko; Nikolić, Ivica (2015). „Tax Treatment of Farmers in the Republic of Serbia” (PDF). Ekonomika poljoprivrede. LXII br. 3: 737—749.
9. Цвјетковић Иветић, Цвјетана (2015). „CFC законодавство у Европској унији” (PDF). Зборник радова Правног факултета у Новом Саду. XLIX br. 3: 1281—1295.
10. Цвјетковић Иветић, Цвјетана (2015). „Еколошки порези и пољопривреда” (PDF). Зборник радова Правног факултета у Новом Саду. XLIX br. 2: 769—783.
11. Цвјетковић Иветић, Цвјетана. „Размена информација у области непосредног опорезивања у праву Европске уније и пракси Европског суда правде” (PDF). Зборник радова Правног факултета у Новом Саду. XLIII br. 3: 351—363.
12. Цвјетковић Иветић, Цвјетана (2014). „Еколошке накнаде као инструмент заштите животне средине” (PDF). Зборник радова Правног факултета у Новом Саду. XLVIII br. 2: 385—397.
13. Цвјетковић Иветић, Цвјетана (2013). „Мере против штетне пореске конкуренције у Европској унији” (PDF). Зборник радова Правног факултета у Новом Саду. XLVII br. 3: 413—426.
14. Цвјетковић Иветић, Цвјетана (2012). „Опорезивање путничких аутомобила као инструмент заштите животне средине” (PDF). Зборник радова Правног факултета у Новом Саду. XLVI br. 3: 365—381.